# Pico Arenizas I
Pico Arenizas I está enclavado en el Macizo Central de los Picos de Europa o macizo de los Urrieles, en Asturias.